# Giuseppe Sforza
Giuseppe Sforza, né le 23 septembre 1923, à Milan, en Italie et mort le 27 septembre 1964, à Milan, est un ancien joueur de basket-ball italien. 

## Palmarès
- Champion d'Italie 1950, 1951, 1952, 1953, 1954